# Ennistymon
Ennistymon oder Ennistimon (aktuelle Schreibweise auf offiziellen Wegweisern) (irisch Inis Diomáin) ist eine Kleinstadt im County Clare in der Republik Irland, nahe der irischen Westküste. Sie hat 1137 Einwohner (2022) und ist eine beliebte Touristenstadt mit einer typisch irischen Hauptstraße, an der viele traditionelle Pubs liegen. Hinter der Hauptstraße verläuft der River Inagh, welcher einige Stromschnellen hat, die “the Cascades” genannt werden. Eine Brücke über den Fluss führt zum nahegelegenen Lahinch auf der N67; mit Ennis ist die Stadt durch die N85 verbunden. 

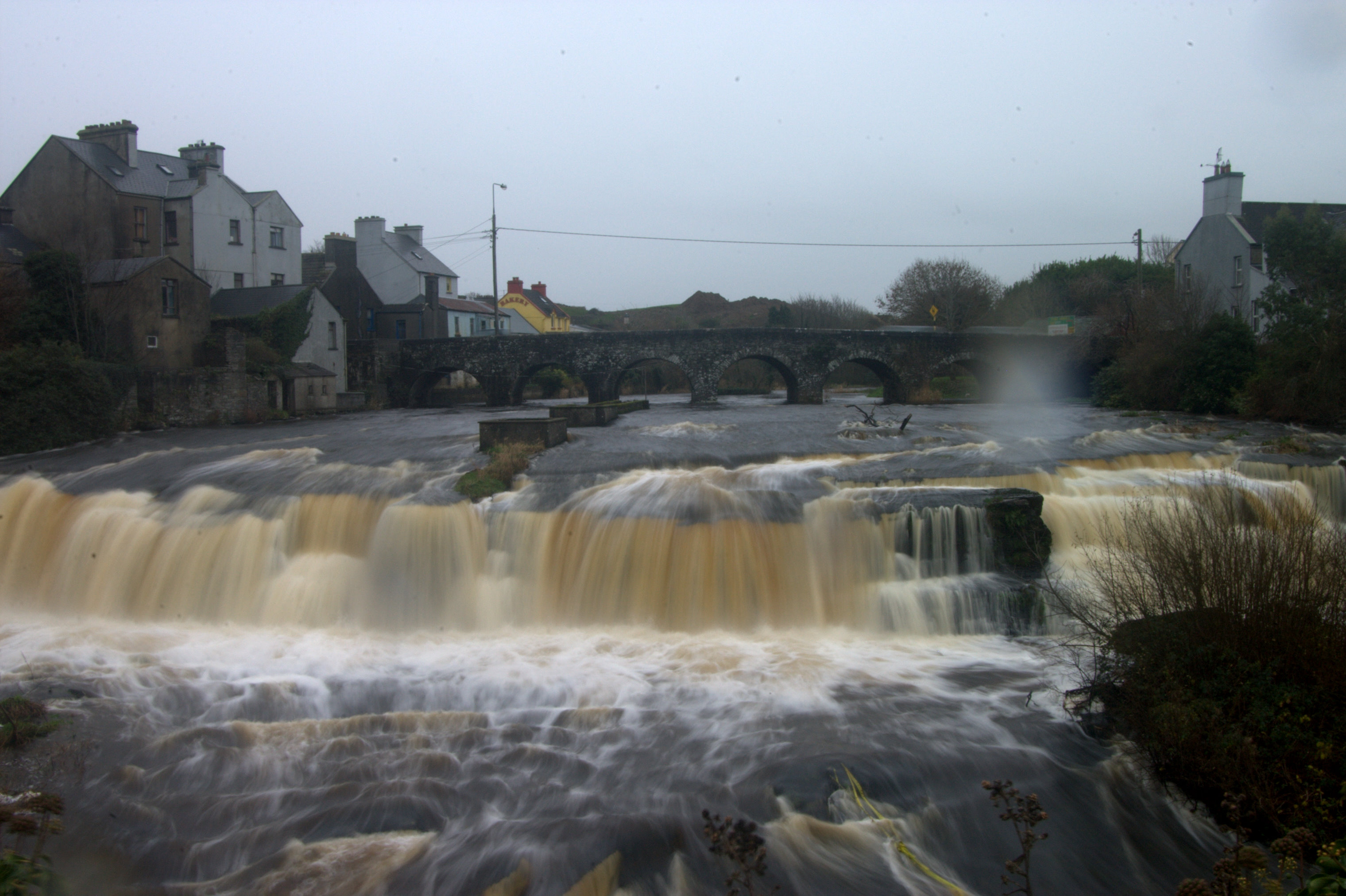
Stromschnellen von Ennistymon

Am 6. Mai 2010 ereignete sich in der Gegend um Ennistymon ein leichtes Erdbeben der Stärke 2,7 auf der Richterskala; es handelte sich dabei um das erste Erdbeben in West Clare seit Aufnahme der Messungen im Jahr 1978.

## Persönlichkeiten
- Brian Merriman (1747 oder 1749–1805), Barde, Fiddler, Bauer und Heckenschullehrer
- Patrick Lenihan (1902–1970), Politiker